# Pravá anomálie

Pravá anomálie bodu P je úhel f. C je střed elipsy, F je ohnisko.

Pravá anomálie je v nebeské mechanice úhlový parametr určující pozici tělesa, které se pohybuje po keplerovské dráze. Je to úhel mezi směrem periapsidy a okamžitou pozicí tělesa, měřený z hlavního ohniska elipsy (tj. bodu, okolo kterého těleso obíhá).
Pravá anomálie se obvykle značí řeckým písmenem ν (ný), θ (theta) nebo latinským písmenem f, a obvykle se uvádí v intervalu 0–360° (0–2π rad).
Pravá anomálie f je jedním ze tří úhlových parametrů (anomálií), kterými lze definovat pozici tělesa na oběžné dráze; dalšími je excentrická anomálie E a střední anomálie M.

## Vzorce

### Ze stavových vektorů
Pro eliptické oběžné dráhy lze pravou anomálii ν vypočítat z orbitálního stavového vektoru pomocí vzorce:
{\displaystyle \nu =\arccos {{\mathbf {e} \cdot \mathbf {r} } \over {\mathbf {\left|e\right|} \mathbf {\left|r\right|} }}}
(je-li r ⋅ v < 0, použijeme 2π − ν místo ν)
kde:
- v je vektor rychlosti obíhajícího tělesa,
- e je vektor výstřednosti,
- r je polohový vektor (úsečka FP na obrázku) obíhajícího tělesa.

#### Kruhová oběžná dráha
Pro kruhové oběžné dráhy není pravá anomálie definovaná, protože u kruhové dráhy nelze určit periapsidu. Místo pravé anomálie se používá argument šířky u:
{\displaystyle u=\arccos {{\mathbf {n} \cdot \mathbf {r} } \over {\mathbf {\left|n\right|} \mathbf {\left|r\right|} }}}
(je-li rz < 0, použijeme 2π − u místo u)
kde:
- n je vektor ukazující směrem k vzestupnému uzlu (jeho z-ová složka je nulová).
- rz je z-ová složka polohového vektoru r

#### Kruhová oběžná dráha s nulovým sklonem
Pokud má kruhová oběžná dráha nulový sklon, není definován ani argument šířky, protože nelze určit ani polohu uzlů dráhy. Místo toho používáme pravou délku:
{\displaystyle l=\arccos {r_{x} \over {\mathbf {\left|r\right|} }}}
(pro vx > 0 je třeba místo l použít 2π − l)
kde:
- rx je x-ová složka polohového vektoru r
- vx je x-ová složka vektoru rychlosti v.

### Z excentrické anomálie
Vztah mezi pravou anomálií ν a excentrickou anomálií {\displaystyle E} je:
{\displaystyle \cos {\nu }={{\cos {E}-e} \over {1-e\cos {E}}}}
nebo pomocí sinu a tečny:
{\displaystyle {\begin{aligned}\sin {\nu }&={{{\sqrt {1-e^{2}\,}}\sin {E}} \over {1-e\cos {E}}}\\[4pt]\operatorname {tg} {\nu }={{\sin {\nu }} \over {\cos {\nu }}}&={{{\sqrt {1-e^{2}\,}}\sin {E}} \over {\cos {E}-e}}\end{aligned}}}
nebo ekvivalentně:
{\displaystyle \operatorname {tg} {\nu  \over 2}={\sqrt {{1+e\,} \over {1-e\,}}}\operatorname {tg} {E \over 2}}
tedy
{\displaystyle \nu =2\,\operatorname {arctan} \left(\,{\sqrt {{1+e\,} \over {1-e\,}}}\operatorname {tg} {E \over 2}\,\right)}
Broucke a Cefola uvádějí alternativní tvar této rovnice, který se vyhýbá numerickým problémům pro argumenty blízko {\displaystyle \pm \pi }, kdy obě tangenty rostou nade všechny meze. Díky tomu, že {\displaystyle {\frac {E}{2}}} a {\displaystyle {\frac {\nu }{2}}} jsou vždy ve stejném kvadrantu, nebudou žádné problémy se znaménky.
{\displaystyle \operatorname {tg} {{\frac {1}{2}}(\nu -E)}={\frac {\beta \sin {E}}{1-\beta \cos {E}}}} kde {\displaystyle \beta ={\frac {e}{1+{\sqrt {1-e^{2}}}}}}
tedy
{\displaystyle \nu =E+2\operatorname {arctan} \left(\,{\frac {\beta \sin {E}}{1-\beta \cos {E}}}\,\right)}

### Ze střední anomálie
Pravou anomálii lze spočítat přímo ze střední anomálie {\displaystyle M} Fourierovým rozvojem: 
{\displaystyle \nu =M+2\sum _{k=1}^{\infty }{\frac {1}{k}}\left[\sum _{n=-\infty }^{\infty }J_{n}(-ke)\beta ^{|k+n|}\right]\sin {kM}}
kde {\displaystyle J_{n}} jsou Besselovy funkce a parametr {\displaystyle \beta ={\frac {1-{\sqrt {1-e^{2}}}}{e}}}.
Zanedbáním všech členů od řádu {\displaystyle e^{4}} (což je indikováno členem {\displaystyle \operatorname {\mathcal {O}} \left(e^{4}\right)}), lze zapsat jako
{\displaystyle \nu =M+\left(2e-{\frac {1}{4}}e^{3}\right)\sin {M}+{\frac {5}{4}}e^{2}\sin {2M}+{\frac {13}{12}}e^{3}\sin {3M}+\operatorname {\mathcal {O}} \left(e^{4}\right).}
Tato aproximace se kvůli přesnosti obvykle používá pouze pro oběžné dráhy s malou výstředností {\displaystyle e}.
Výraz {\displaystyle \nu -M} je znám jako rovnice středu, které je věnován samostatný článek s více detaily.

### Poloměr z pravé anomálie
Poloměr (vzdálenost mezi ohniskem přitažlivosti a obíhajícím tělesem) je spojený s pravou anomálií vztahem
{\displaystyle r=a\,{1-e^{2} \over 1+e\cos \nu }\,\!}
kde a je velká poloosa oběžné dráhy.